# Zalora Group
Zalora Group – singapurskie przedsiębiorstwo zajmujące się handlem elektronicznym, prowadzące internetowe sklepy z modą.
W 2015 r. platforma Zalora była dostępna w siedmiu krajach bądź regionach – w Hongkongu, Malezji, Singapurze, Tajlandii, Indonezji, Wietnamie oraz na Filipinach. W Australii i Nowej Zelandii funkcjonuje pod nazwą The Iconic.